# Forty Licks
Albums de The Rolling Stones
No Security
(1998) Live Licks
(2004)
Forty Licks est une double compilation des Rolling Stones sortie en 2002. Il comporte pour la première fois des titres issues des années 1960 appartenant au label ABKCO et des chansons après 1970 réunis au sein d'un même album. Il comporte également quatre titres inédits sur le second disque : Don't Stop, Keys to Your Love, Stealing My Heart et Losing My Touch.

## Titres
Toutes les chansons sont de Mick Jagger et Keith Richards, sauf indication contraire.

### Disque 1
1. Street Fighting Man – 3:15
2. Gimme Shelter – 4:31
3. (I Can't Get No) Satisfaction – 3:43
4. The Last Time – 3:40
5. Jumpin' Jack Flash – 3:42
6. You Can't Always Get What You Want – 7:28
7. 19th Nervous Breakdown – 3:56
8. Under My Thumb – 3:41
9. Not Fade Away (Charles Hardin/Norman Petty) – 1:48
10. Have You Seen Your Mother Baby? – 2:35
11. Sympathy for the Devil – 6:17
12. Mother's Little Helper – 2:46
13. She's a Rainbow – 4:12
14. Get Off of My Cloud – 2:55
15. Wild Horses – 5:43
16. Ruby Tuesday – 3:13
17. Paint It, Black – 3:44
18. Honky Tonk Women – 2:59
19. It's All Over Now (Bobby Womack/Shirley Jean Womack) – 3:26
20. Let's Spend the Night Together – 3:26

### Disque 2
1. Start Me Up – 3:33
2. Brown Sugar – 3:50
3. Miss You – 3:35
4. Beast of Burden – 3:28
5. Don't Stop – 3:59
6. Happy – 3:05
7. Angie – 4:32
8. You Got Me Rocking – 3:34
9. Shattered – 3:46
10. Fool to Cry – 4:07
11. Love Is Strong – 3:48
12. Mixed Emotions – 4:00
13. Keys to Your Love – 4:11
14. Anybody Seen My Baby? (Mick Jagger/Keith Richards/k.d. lang/Ben Mink) – 4:07
15. Stealing My Heart – 3:42
16. Tumbling Dice – 3:47
17. Undercover of the Night – 4:13
18. Emotional Rescue – 3:41
19. It's Only Rock 'n Roll (But I Like It) – 4:09
20. Losing My Touch – 5:06